# Maximus (trónbitorló)
Maximus , más néven Maximus Tyrannus római trónbitorló volt (409 - 411) Hispániában. Gerontius  tábornok emelte trónra, aki valószínűleg az apja lehetett.
Maximus bizonyos mértékig uralkodott Hispánia felett. Kulikowski szerint "a Barcinói pénzverde az ő nevében érméket veretett, és bizonyítékok vannak a városban a Maximus alatt végzett jelentős építési munkákra".